# Zabythocypris exaltata
Zabythocypris exaltata is een mosselkreeftjessoort uit de familie van de Bythocyprididae. De wetenschappelijke naam van de soort is voor het eerst geldig gepubliceerd in 1880 door Brady.